# Eudyptula
Az Eudyptula a madarak (Aves) osztályának pingvinalakúak (Sphenisciformes) rendjébe, ezen belül a pingvinfélék (Spheniscidae) családjába és a Spheniscinae alcsaládjába tartozó nem.

## Előfordulásuk
Az Eudyptula-fajok előfordulási területe magába foglalja Ausztrália déli partjait, valamint Tasmania, Új-Zéland és a Chatham-szigetek tengerpartjait is.

## Rendszertani besorolásuk és kifejlődésük
Egyes kutatók a fehérszárnyú pingvint és a kék pingvint külön-külön fajként kezelik, míg mások az előbbit az utóbbi alfajaként tartják számon. A mitokondriális DNS-vizsgálatok tényleg arra utalnak, hogy a két madár két külön fajba tartozik: a nyugati faj, mely Ausztráliában alakult ki, és csak a közelmúltban költözött le Új-Zéland déli szigetére, míg a másik faj a maorik földjén őshonos. A hagyományos rendszerezés szerint, a fehérszárnyú pingvin egyike a körülbelül 4 kék pingvin alfajnak. Hogy a fehérszárnyú pingvin önálló faji státusza megerősített legyen, több kutatásra lenne szükség (Banks et al., 2002).
A sejtmag- és a mitokondriális DNS-vizsgálatok azt mutatják, hogy az Eudyptula és a rokon Spheniscus pingvinnemek, körülbelül 25 millió évvel ezelőtt váltak szét, míg a két Eudyptula-faj 2,7 millió éve vált ketté.

## Rendszerezés
Ebbe a madárnembe tartozó fajok pontos száma, manapság még nem tisztázott; rendszerezőtől és forrástól függően 1, vagy 2 faj lehet:
- fehérszárnyú pingvin (Eudyptula albosignata) Finsch, 1874 - egyesek a típusfaj alfajaként kezelik, Eudyptula minor albosignata név alatt
- kék pingvin (Eudyptula minor) (J.R.Forster, 1781) - típusfaj

## Források

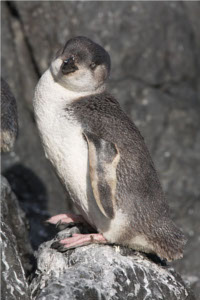
Fehérszárnyú pingvin (Eudyptula albosignata)

### Fordítás
- Ez a szócikk részben vagy egészben  az   Eudyptula című angol Wikipédia-szócikk ezen változatának fordításán alapul.  Az eredeti cikk szerkesztőit annak laptörténete sorolja fel. Ez a jelzés csupán a megfogalmazás eredetét és a szerzői jogokat jelzi, nem szolgál a cikkben szereplő információk forrásmegjelöléseként.